# Mrówczaczek
Mrówczaczek, mrówczynek szarobrzuchy (Radinopsyche sellowi) – gatunek małego ptaka z rodziny chronkowatych (Thamnophilidae). Występuje endemicznie we wschodniej Brazylii; odnotowany też w górach Serra do Cachimbo w południowej części stanu Pará (środkowa Brazylia). Nie jest zagrożony wyginięciem.
SystematykaTakson ten jako pierwsi opisali Bret M. Whitney i José Fernando Pacheco pod nazwą Herpsilochmus sellowi; opis ukazał się w 2000 roku na łamach czasopisma „The Auk”. Holotyp pochodził z okolic Boa Nova w stanie Bahia i został odłowiony 1 września 1992 roku. Populację, którą w oparciu o badania morfologii i wokalizacji wydzielono do nowego gatunku, wcześniej uznawano za przedstawicieli bardzo podobnego mrówczynka brazylijskiego (H. pileatus). W 2021 roku zaproponowano wydzielenie tego gatunku do monotypowego rodzaju Radinopsyche. Nie wyróżnia się podgatunków.
MorfologiaDługość ciała około 12 cm. Masa ciała 7–8 g.
BiotopJego naturalnym środowiskiem są głównie sawanny typu caatinga oraz lasy liściaste do 1000 m n.p.m.
StatusMiędzynarodowa Unia Ochrony Przyrody (IUCN) od 2011 roku uznaje mrówczaczka za gatunek najmniejszej troski (LC – least concern); wcześniej, od 2002 roku, kiedy to został po raz pierwszy sklasyfikowany, zaliczano go do kategorii „bliski zagrożenia” (NT – near threatened). Liczebność populacji nie została oszacowana, ale ptak ten opisywany jest jako rzadki do dość pospolitego. Trend liczebności populacji uznawany jest za spadkowy. Do głównych zagrożeń dla gatunku należy utrata siedlisk spowodowana działalnością człowieka.